# Erdapfel

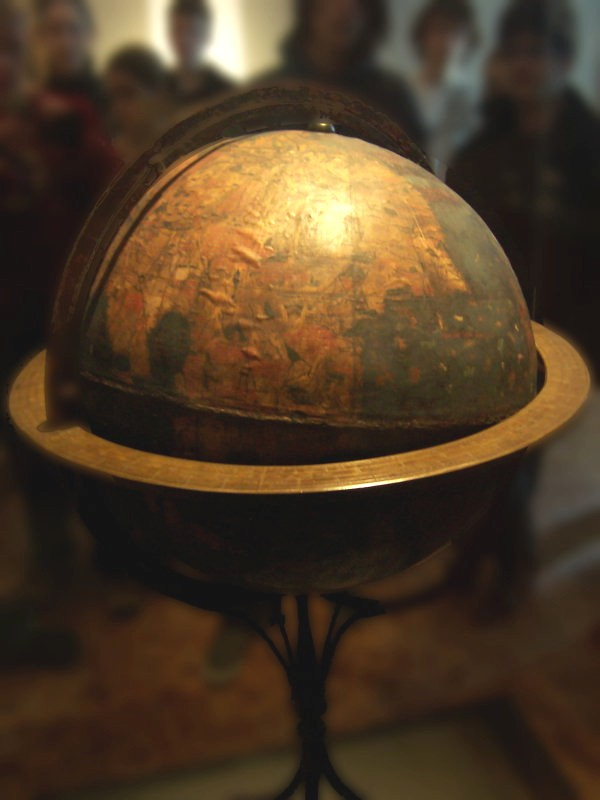
Le globe de Martin Behaim

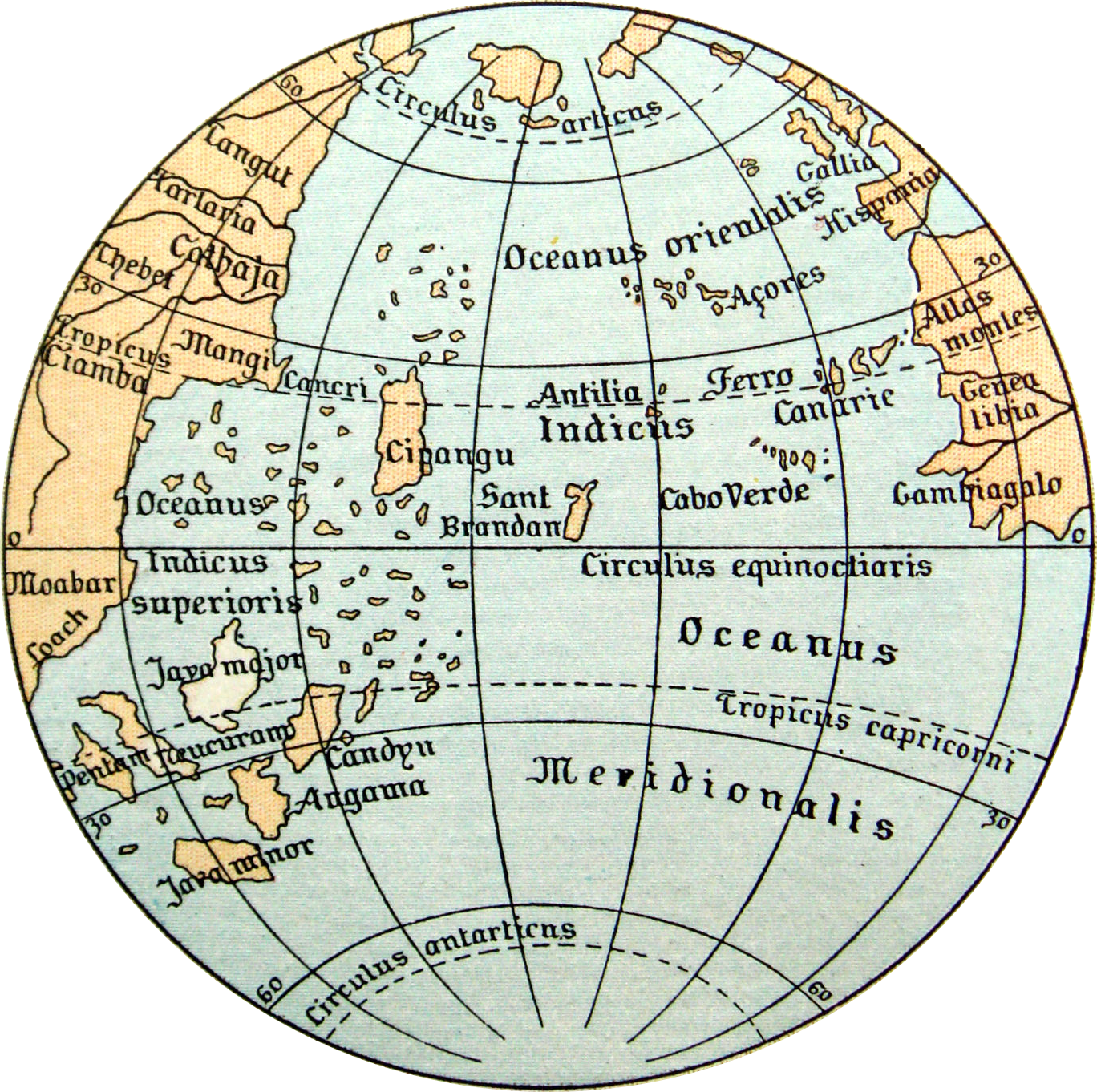
Représentation planisphérique du globe de Behaim

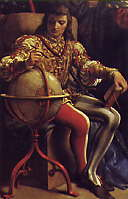
F. W. Wanderer, Martin Behaim avec son globe (1895-1901)

L'expression allemande « Erdapfel » (littéralement « pomme terrestre ») ou « Martin Behaims Erdapfel » (« globe de Martin Behaim ») désigne un globe terrestre réalisé vers 1492 (date officiellement retenue) par le cartographe Martin Behaim (1459-1507) avec des légendes en latin.
C'est le plus ancien globe terrestre conservé de nos jours et une des dernières représentations du monde tel qu'il était connu avant que Christophe Colomb atteigne les îles Caraïbes (octobre 1492), au cours de son premier voyage, à l'origine de la découverte du Nouveau Monde. 
Il a été réalisé sur une commande du conseil de la ville libre d'Empire de Nuremberg, par plusieurs artisans travaillant sous la direction de Martin Behaim. 
Il s'agit d'une sphère de métal d'un diamètre de 51 cm, aujourd'hui exposé au Musée national germanique de Nuremberg. 

## Martin Behaim
Il est issu d'une grande famille de marchands de Nuremberg (son père a été membre du Sénat de la ville de 1461 à sa mort). 
Après des études assez poussées, notamment auprès de l'astronome Regiomontanus, Martin Behaim fait un apprentissage commercial chez des marchands installés dans les Pays-Bas bourguignons, d'abord à Malines, puis à Anvers (duché de Brabant, qui, comme Nuremberg, fait partie du Saint-Empire).
De là, il part vers 1480 à Lisbonne, la ville d'Europe alors la plus impliquée dans le commerce atlantique. Il participe aux opérations commerciales, menées sous le contrôle de la couronne portugaise, à Madère, aux Açores et le long de la côte d'Afrique (Arguin, Elmina), explorée depuis le début du siècle. Il côtoie aussi les cartographes de Lisbonne, parmi lesquels, probablement, Bartolomeo Colomb, frère de Christophe (tous deux installés à Lisbonne depuis 1475).
Il aurait participé au voyage de Diogo Cão en 1484-1485, voyage qui atteint la latitude 23° au sud de l' Équateur, le cap Cross (actuelle Namibie). En décembre 1488, il assiste sans doute au retour à Lisbonne de Bartolomeu Dias, qui vient de découvrir le cap de Bonne-Espérance et la possibilité de contourner l'Afrique par le sud pour aller dans l'océan Indien. 
Il est rentré à Nuremberg en 1490 pour s'occuper des affaires familiales.

## Genèse de l'œuvre

### La commande
En 1492, Behaim reçoit du conseil urbain de Nuremberg la mission de fabriquer un globe représentant le monde. 
Les raisons de cette commande ne sont pas connues.
Il est possible que le conseil y ait été incité par Behaim, navigateur et commerçant intéressé à l'idée de mieux informer les marchands de Nuremberg sur les possibilités d'une expédition maritime vers les Indes. La présentation du monde sous la forme d'un globe devait rendre la réalisation d'une telle expédition plus tangible.[réf. nécessaire]. 
En outre les lieux d'origine de différentes marchandises et matières premières étaient signalés sur le globe.

### Les artisans connus
On connaît leurs noms grâce à un règlement des comptes effectué par le conseiller Georg Holzschuher, daté du 26 août 1494 :
- un « Glockengiesser », vraisemblablement Hans III, fondeur de cloches de formation ;
- Ruprecht Kolberger, [[Abaque (calcul)|maître d'abaque[pas clair]]] ;
- Georg Glockendon, enlumineur et peintre ;
- Petrus Gagenhart, calligraphiste ;
- Hans Starch, en fait Storch[réf. nécessaire], peintre, qui intervient probablement sur des éléments annexes (tables) non conservés.

### La fabrication
Le globe est une sphère de métal[Quoi ?], sur lequel ont été peints les éléments d'information. 
Hans Glockengiesser a utilisé une boule d'argile cuite comme base de la réalisation du globe, qui a ensuite été fondu selon des techniques parfaitement connues (notamment des sculpteurs). 
Ruprecht Kolberger a exécuté les finitions.[pas clair]
Ensuite Georg Glockendon a peint les terres et les mers, ainsi que divers symboles, puis Petrus Gagenhart a réalisé la partie « écriture ». 
Selon les comptes, Hans Storch a été rémunéré pour la peinture de deux tables en bois, dont on ne sait pas avec certitude si elles faisaient partie d'un ensemble incluant le globe. 
Un serrurier non identifié a livré deux cerceaux en argent pour fixer le globe et un menuisier non identifié a fabriqué un support en bois pour l'objet.

## Conservation
De sa création jusqu'au XVIe siècle[pas clair], le globe Erdapfel est exposé dans la salle de réception de l'Hôtel de ville de Nuremberg. 
En 1847, le géographe et érudit français Edme François Jomard (1777-1862) en commande une copie pour la Bibliothèque nationale, où elle est toujours conservée. 

## Connaissances géographiques transmises par ce globe
Behaim utilise différentes sources d'informations dont certaines apparaissent sur le globe lui-même. Ce sont des sources classiques, fondées sur la connaissance du monde en trois parties, l'Ancien Monde : Europe, Afrique et Asie, avec deux océans : l'océan Atlantique (ou mer Océane) séparant l'Europe et l'Afrique de l'Asie et l'océan Indien au sud de l'Asie et à l'est de l'Afrique.
Depuis décembre 1488, il est connu, au moins des navigateurs portugais et des milieux dirigeants du royaume de Portugal, à la suite du voyage de Bartolomeu Dias (1487-1488) et de la découverte du cap de Bonne-Espérance, que le continent africain s'achève à la latitude 34° Sud et qu'il est donc possible d'atteindre l'océan Indien en passant au sud de l'Afrique.

### Sources antiques et médiévales
Sa source d'informations principale est la Géographie de Ptolémée qui était, du temps de Behaim, une référence en termes de géographie et de cartographie. L'influence de cette œuvre se voit avant tout dans les proportions des continents[pas clair]. 
Behaim cite aussi l'Histoire naturelle de Pline l'Ancien, ainsi que la Géographie de Strabon, ses sources principales en ce qui concerne l'Océan indien.
Behaim utilise également des sources plus récentes : les récits de voyage de Marco Polo et les récits de Jean de Mandeville, à l'époque encore considérés comme authentiques. Ces sources permettent à Behaim de donner des précisions sur des régions inconnues des savants de l'Antiquité. 
De toute évidence, Hartmann Schedel fut aussi impliqué comme le montre le compte-rendu écrit à la main de la fabrication du globe dans un livre de sa bibliothèque comprenant deux travaux géographiques de Pomponius Mela et Denys le Périégète.[pas clair]

### Valeur cartographique

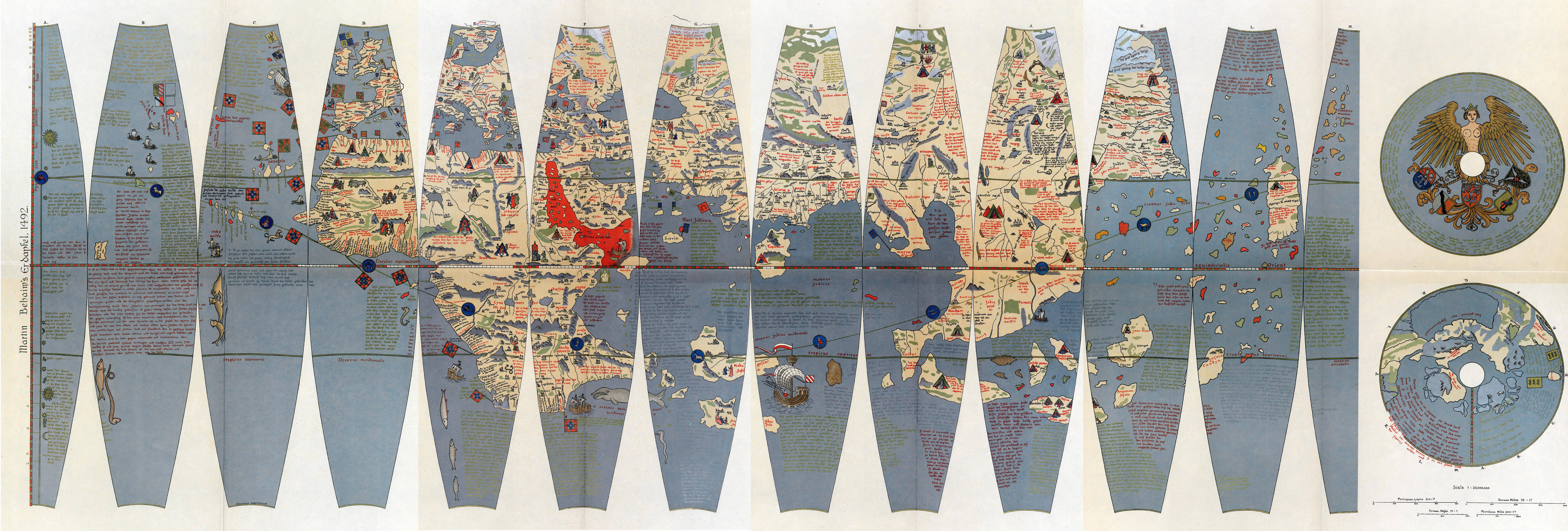
Ernst Ravenstein, Fac-similé du globe de Behaim (1908)

La précision géographique  du globe varie d'un continent à l'autre et dépend beaucoup des sources utilisées. 
Behaim se réfère à Ptolémée en ce qui concerne le rayon de la Terre, donnée inexacte transmise par Posidonios (alors que l'évaluation d'Ératosthène était plus correcte). Pour cette raison, la mer Méditerranée est trop grande par rapport à la taille de ce globe, de même que les continents européen et asiatique, tandis que la mer Océane est trop petite, et n'aurait pas permis d'ajout ultérieur du continent américain (Christophe Colomb avait lui aussi largement sous-estimé la distance par mer entre l'Europe et l'Asie).
L'Europe et la Méditerranée sont cartographiés de façon assez précise. 
L'Afrique est représentée de façon très détaillée au nord et sur la côte occidentale, ce qui est lié aux voyages de Behaim sur des navires portugais ou à l'utilisation de cartes portugaises. Par contre, la côte orientale de l'Afrique est reproduite de façon très imprécise. 
Le sous-continent indien est à peine reconnaissable et le Pacifique est orné d'îles fantaisistes.
L'île de Saint-Brandan est indiquée sur l'océan qui sépare l'Europe et l'Asie.

## Numérisations
Le globe de Behaim a été numérisé à deux reprises :
- en 1992, pour les 500 ans de sa réalisation, par l'université technique de Vienne ;
- en 2011, par le Musée national germanique.

La copie française (BNF) a fait l'objet en 2015 d'une numérisation et d'une modélisation 3D (visible sur la bibliothèque numérique Gallica).